# Гасдрубал (сын Гисгона)
Гасдрубал сын Гисгона (Hasdrubal ben Gisco; умер в 202 году до н. э.) — карфагенский военачальник, командовавший армией во время Второй Пунической войны.

## Биография
Полководец в Испании (214 год). Требовал денег и заложников от иберийцев. Командовал одной из трех армий, когда были побеждены Гней и Публий Сципионы (212 год), разбит римским войском Марция, продолжил командовать (211, 209 годы), его войско стояло у устья Тага в момент высадки Публия Корнелия Сципиона-младшего (210 или 209 год). Отвел войско к Гадесу (207 год), набрал войска и двинулся к Илипе (Сильпию) против Сципиона, был разбит и бежал, после чего покинул Испанию (206 год).
Посетил нумидийского царя Сифакса вместе с Сципионом (206 год). Выдал дочь Софонисбу замуж за Сифакса (204 год). Считался самым могущественным в Карфагене (204 год), собирал войско и слонов, посетил Сифакса и убедил его начать войну с Масиниссой, а затем выступить на помощь Карфагену (204 год). Военачальник против Сципиона в Ливии, разбит им (203 год), вновь выступил и вновь разбит на равнине Великополья.
После поражения приговорен к смерти и собрал своё войско, по инициативе Ганнибала прощен (202 год), но вскоре обвинён в измене и принял яд в гробнице отца.